# Lonely and Blue
Lonely and Blue je první studiové album, které vydal Roy Orbison u hudebního vydavatelství Monument.

## Seznam skladeb

### První strana
1. „Only The Lonely“ (Roy Orbison & Joe Melson)
2. „Bye Bye Love“ (Felice & Boudleaux Bryant)
3. „Cry“ (Churchill Kohlman)
4. „Blue Avenue“ (Roy Orbison & Joe Melson)
5. „I Can't Stop Loving You“ (Don Gibson)
6. „Come Back To Me (My Love)“ (Roy Orbison & Joe Melson)

### Druhá strana
1. „Blue Angel“ (Roy Orbison & Joe Melson)
2. „Raindrops“ (Joe Melson)
3. „I'd Be A Legend In My Time“ (Don Gibson)
4. „I'm Hurtin'“ (Roy Orbison & Joe Melson}
5. „22 Days“ (Gene Pitney)
6. „I'll Say It's My Fault“ (Roy Orbison & Fred Foster)